# Badminton-Senioreneuropameisterschaft 2024
Die Badminton-Senioreneuropameisterschaft 2024 fand vom 25. bis zum 31. August 2024 in Heusden-Zolder (Belgien) statt.

## Die Sieger und Platzierten

### Senioren 35+
| Veranstaltung | Gold                             | Silber                              | Bronze                          |
| ------------- | -------------------------------- | ----------------------------------- | ------------------------------- |
| Herreneinzel  | Mattias Wigardt                  | Frederic Gaspard                    | Maciej Ociepa                   |
| Herreneinzel  | Mattias Wigardt                  | Frederic Gaspard                    | Alexandre Paixão                |
| Dameneinzel   | Elsa Danckers                    | Daniela Wolf                        | Stefanie Bertels                |
| Dameneinzel   | Elsa Danckers                    | Daniela Wolf                        | Sandra Kamilova                 |
| Herrendoppel  | Baptiste Carême Bruno Cazau      | Steffen Hohenberg Alexander Strehse | Andreas Gefke Lars Rusz Kaysen  |
| Herrendoppel  | Baptiste Carême Bruno Cazau      | Steffen Hohenberg Alexander Strehse | Thomas Guichard Swann Lenik     |
| Damendoppel   | Stefanie Bannenberg Monja Ehlert | Mai Hasle Ulla Pedersen             | Nicole Bartsch Nicole Schnurrer |
| Damendoppel   | Stefanie Bannenberg Monja Ehlert | Mai Hasle Ulla Pedersen             | Lise Malbos Charlène Verron     |
| Mixed         | Anthony Nelson Maily Turlan      | Alois Henke Nicole Bartsch          | Nick Hodgson Sarah Burgess      |
| Mixed         | Anthony Nelson Maily Turlan      | Alois Henke Nicole Bartsch          | Gregory Schneider Senja Dewes   |

### Senioren 40+
| Veranstaltung | Gold                                       | Silber                                | Bronze                                  |
| ------------- | ------------------------------------------ | ------------------------------------- | --------------------------------------- |
| Herreneinzel  | Eric Pang                                  | Ralph Starren                         | Jan Fröhlich                            |
| Herreneinzel  | Eric Pang                                  | Ralph Starren                         | Mykola Shkliaiev                        |
| Dameneinzel   | Telma Santos                               | Gry Uhrenholt Hermansen               | Marion Bonneau                          |
| Dameneinzel   | Telma Santos                               | Gry Uhrenholt Hermansen               | Dominika Guzik-Pluchowska               |
| Herrendoppel  | Jan Fröhlich Kai Waldenberger              | Thorsten Hukriede Hendrik Westermeyer | Mark Law Mark Mackay                    |
| Herrendoppel  | Jan Fröhlich Kai Waldenberger              | Thorsten Hukriede Hendrik Westermeyer | Paul Le Tocq Alex Marritt               |
| Damendoppel   | Drífa Harðardóttir Gry Uhrenholt Hermansen | Helene Dijoux Audrey Petit            | Florentina Constantinescu Irina Popescu |
| Damendoppel   | Drífa Harðardóttir Gry Uhrenholt Hermansen | Helene Dijoux Audrey Petit            | Anna Kocimska Magdalena Nielsen         |
| Mixed         | Robert Ciobotaru Florentina Constantinescu | Jens Ehlert Monja Ehlert              | Søren Hermansen Gry Uhrenholt Hermansen |
| Mixed         | Robert Ciobotaru Florentina Constantinescu | Jens Ehlert Monja Ehlert              | Ulf Svenson Cecilia Närfors             |

### Senioren 45+
| Veranstaltung | Gold                                | Silber                           | Bronze                              |
| ------------- | ----------------------------------- | -------------------------------- | ----------------------------------- |
| Herreneinzel  | Gregers Schytt                      | Alex Marritt                     | Thorsten Hukriede                   |
| Herreneinzel  | Gregers Schytt                      | Alex Marritt                     | Morten Eilby Rasmussen              |
| Dameneinzel   | Drífa Harðardóttir                  | Stefanie Zubek                   | Simone Galla                        |
| Dameneinzel   | Drífa Harðardóttir                  | Stefanie Zubek                   | Katja Wengberg                      |
| Herrendoppel  | Oliver Colin Morten Eilby Rasmussen | Gerben Bruijstens Stan de Lange  | Vincent Konkuyt Patrick Wolff       |
| Herrendoppel  | Oliver Colin Morten Eilby Rasmussen | Gerben Bruijstens Stan de Lange  | Lars Klintrup Björn Wippich         |
| Damendoppel   | Claudia Vogelgsang Katja Wengberg   | Barbara Kulanty Katarzyna Wojcik | Rebecca Pantaney Lynne Swan         |
| Damendoppel   | Claudia Vogelgsang Katja Wengberg   | Barbara Kulanty Katarzyna Wojcik | Beke Recht Jessica Willems          |
| Mixed         | Mark Mackay Drífa Harðardóttir      | Alex Marritt Rebecca Pantaney    | Gerben Bruijstens Lynne Swan        |
| Mixed         | Mark Mackay Drífa Harðardóttir      | Alex Marritt Rebecca Pantaney    | Thorsten Hukriede Michaela Hukriede |

### Senioren 50+
| Veranstaltung | Gold                                      | Silber                      | Bronze                               |
| ------------- | ----------------------------------------- | --------------------------- | ------------------------------------ |
| Herreneinzel  | Fernando Silva                            | Kristian Valther Pedersen   | Hoang Nguyen                         |
| Herreneinzel  | Fernando Silva                            | Kristian Valther Pedersen   | Henrik Pøhler                        |
| Dameneinzel   | Janne Vang Nielsen                        | Stephanie Ruberg            | Katarzyna Krasowska                  |
| Dameneinzel   | Janne Vang Nielsen                        | Stephanie Ruberg            | Marielle Van Der Woerdt              |
| Herrendoppel  | Mika Eriksson Mikko Franssila             | Morten Aarup Carsten Loesch | Henrik Pøhler Bo Sørensen            |
| Herrendoppel  | Mika Eriksson Mikko Franssila             | Morten Aarup Carsten Loesch | Alan Mcmillan Craig Robertson        |
| Damendoppel   | Majken Asmussen Dorte Steenberg           | Lynne Campbell Helen Milne  | Olga Chernysheva Tracy Hutchinson    |
| Damendoppel   | Majken Asmussen Dorte Steenberg           | Lynne Campbell Helen Milne  | Janne Vang Nielsen Birgitte Pedersen |
| Mixed         | Kristian Valther Pedersen Dorte Steenberg | Carl Jennings Caroline Hale | Mikko Franssila Paula Petäys         |
| Mixed         | Kristian Valther Pedersen Dorte Steenberg | Carl Jennings Caroline Hale | Carsten Loesch Julie Bradbury        |

### Senioren 55+
| Veranstaltung | Gold                          | Silber                             | Bronze                         |
| ------------- | ----------------------------- | ---------------------------------- | ------------------------------ |
| Herreneinzel  | Stefan Grahn                  | Tarmo Martikainen                  | Thomas Knaack                  |
| Herreneinzel  | Stefan Grahn                  | Tarmo Martikainen                  | Joakim Nordgren                |
| Dameneinzel   | Caroline Hale                 | Tanja Eberl                        | Jane Ashfold                   |
| Dameneinzel   | Caroline Hale                 | Tanja Eberl                        | Betty Blair                    |
| Herrendoppel  | Rajeev Bagga Henrik Lykke     | Brian Mcgowan Mark Topping         | Jon Austin Mark Golds          |
| Herrendoppel  | Rajeev Bagga Henrik Lykke     | Brian Mcgowan Mark Topping         | Erik Ferenius Stefan Grahn     |
| Damendoppel   | Jane Ashfold Sara Foster      | Julie Bradbury Debora Miller       | Elizabeth Austin Caroline Hale |
| Damendoppel   | Jane Ashfold Sara Foster      | Julie Bradbury Debora Miller       | Lise Lotte Bilgrav Gitte Kruse |
| Mixed         | Rajeev Bagga Elizabeth Austin | Jan-Eric Antonsson Hanne Bertelsen | Jon Austin Susan J Crompton    |
| Mixed         | Rajeev Bagga Elizabeth Austin | Jan-Eric Antonsson Hanne Bertelsen | Bo Sørensen Gitte Kruse        |

### Senioren 60+
| Veranstaltung | Gold                                         | Silber                          | Bronze                                |
| ------------- | -------------------------------------------- | ------------------------------- | ------------------------------------- |
| Herreneinzel  | Jan-Eric Antonsson                           | Geir Olve Storvik               | Martin Qvist Olesen                   |
| Herreneinzel  | Jan-Eric Antonsson                           | Geir Olve Storvik               | Martin Staden                         |
| Dameneinzel   | Lone Hagelskjaer Knudsen                     | Grace Kakiay                    | Jeannette van der Werff               |
| Dameneinzel   | Lone Hagelskjaer Knudsen                     | Grace Kakiay                    | Linda Wood                            |
| Herrendoppel  | Jan-Eric Antonsson Magnus Nytell             | Henrik Madsen Geir Olve Storvik | John Bowker Donald Burden             |
| Herrendoppel  | Jan-Eric Antonsson Magnus Nytell             | Henrik Madsen Geir Olve Storvik | Klaus Buschbeck Jürgen Schmitz-Foster |
| Damendoppel   | Elizabeth MacTaggart Maureen Oskam           | Pamela Peard Sian Williams      | Grace Kakiay Lone Hagelskjaer Knudsen |
| Damendoppel   | Elizabeth MacTaggart Maureen Oskam           | Pamela Peard Sian Williams      | Jill Smith Linda Wood                 |
| Mixed         | Jan Bertram Petersen Jeannette van der Werff | Magnus Nytell Sandra Kroon      | John Bowker Vivienne Gillard          |
| Mixed         | Jan Bertram Petersen Jeannette van der Werff | Magnus Nytell Sandra Kroon      | Michael Nevett Karen Thomas           |

### Senioren 65+
| Veranstaltung | Gold                               | Silber                                 | Bronze                                   |
| ------------- | ---------------------------------- | -------------------------------------- | ---------------------------------------- |
| Herreneinzel  | Dan Travers                        | Rolf Rüsseler                          | Claus Andersen                           |
| Herreneinzel  | Dan Travers                        | Rolf Rüsseler                          | Johan Widoff                             |
| Dameneinzel   | Heidi Bender                       | Christine Black                        | Karin Kurth                              |
| Dameneinzel   | Heidi Bender                       | Christine Black                        | Elisabeth Puritscher                     |
| Herrendoppel  | Jesper Helledie Dan Travers        | Rob Ridder Uun Santosa                 | Gene Austin Joyner Roger Leigh           |
| Herrendoppel  | Jesper Helledie Dan Travers        | Rob Ridder Uun Santosa                 | René Petche Michael Schneider            |
| Damendoppel   | Birte Bach Steffensen Heidi Bender | Kim Stothard Ann Walker                | Jenny Cox Christine Crossley             |
| Damendoppel   | Birte Bach Steffensen Heidi Bender | Kim Stothard Ann Walker                | Helene Hay Sylvia Leverdez               |
| Mixed         | Dan Travers Christine Black        | Jens Dall-Hansen Birte Bach Steffensen | Philip Ian Richardson Christine Crossley |
| Mixed         | Dan Travers Christine Black        | Jens Dall-Hansen Birte Bach Steffensen | Rolf Rüsseler Heidi Bender               |

### Senioren 70+
| Veranstaltung | Gold                          | Silber                                       | Bronze                                  |
| ------------- | ----------------------------- | -------------------------------------------- | --------------------------------------- |
| Herreneinzel  | Bo Christer Bertilson         | Stefan Ohrås                                 | Jacky Linderer                          |
| Herreneinzel  | Bo Christer Bertilson         | Stefan Ohrås                                 | Geert Potjewijd                         |
| Dameneinzel   | Christine Crossley            | Marie-Luise Schulta-Jansen                   | Anita Harris                            |
| Dameneinzel   | Christine Crossley            | Marie-Luise Schulta-Jansen                   | Edeltraud Schmidt                       |
| Herrendoppel  | Peter Emptage Graham Holt     | Per Dabelsteen Christian Hansen              | Curt Ingedahl Stefan Ohrås              |
| Herrendoppel  | Peter Emptage Graham Holt     | Per Dabelsteen Christian Hansen              | Gerhard Roch Karlheinz Schaus           |
| Damendoppel   | Betty Bartlett Brenda Creasey | Edeltraud Schmidt Marie-Luise Schulta-Jansen | Brigitte Prax Monika Regineri           |
| Damendoppel   | Betty Bartlett Brenda Creasey | Edeltraud Schmidt Marie-Luise Schulta-Jansen | Anita Harris Ingunn Vie Skare           |
| Mixed         | Rob Ridder Marjan Ridder      | Abdul Malique Sylvia Penn                    | Stefan Ohrås Gabriele Johansson         |
| Mixed         | Rob Ridder Marjan Ridder      | Abdul Malique Sylvia Penn                    | Graham Michael Robinson Cathy Alexander |

### Senioren 75+
| Veranstaltung | Gold                           | Silber                                   | Bronze                       |
| ------------- | ------------------------------ | ---------------------------------------- | ---------------------------- |
| Herreneinzel  | Carl-Johan Nybergh             | Ad Verhoof                               | Per Dabelsteen               |
| Herreneinzel  | Carl-Johan Nybergh             | Ad Verhoof                               | Jim Garrett                  |
| Dameneinzel   | Nelly Halsberghe               | Mary Jenner                              | Helga Peeck                  |
| Dameneinzel   | Nelly Halsberghe               | Mary Jenner                              | Elvira Richter               |
| Herrendoppel  | Carl-Johan Nybergh Ad Verhoof  | Knud Danielsen Harry Skydsgaard          | Roger Baldwin Kenneth Tantum |
| Herrendoppel  | Carl-Johan Nybergh Ad Verhoof  | Knud Danielsen Harry Skydsgaard          | Michael John Cox Jim Garrett |
| Damendoppel   | Sue Awcock Sylvia Gill         | Jena Robdrup Andreassen Nelly Halsberghe | Linda Coombes Jan Hewett     |
| Damendoppel   | Sue Awcock Sylvia Gill         | Jena Robdrup Andreassen Nelly Halsberghe | Jette Nielsen Irene Sterlie  |
| Mixed         | Michael John Cox Linda Coombes | Jim Garrett Mary Jenner                  | Ian Brothers Jan Hewett      |
| Mixed         | Michael John Cox Linda Coombes | Jim Garrett Mary Jenner                  | Per Dabelsteen Irene Sterlie |

### Senioren 80+
| Veranstaltung | Gold                       | Silber                       | Bronze                        |
| ------------- | -------------------------- | ---------------------------- | ----------------------------- |
| Herreneinzel  | Pawel Gasz                 | Paul Van Beek                | Roger Baldwin                 |
| Herreneinzel  | Pawel Gasz                 | Paul Van Beek                | Leopold Tukendorf             |
| Herrendoppel  | Gerd Pflug Hans Schumacher | Pawel Gasz Leopold Tukendorf | Joseph Devesa Francois Thomas |
| Herrendoppel  | Gerd Pflug Hans Schumacher | Pawel Gasz Leopold Tukendorf | Osmo Perkinen Rene Wikgren    |